# Pacritinib

Vie di traduzione del segnale

Il sistema JAK-STAT costituito da tre componenti principali: (1) un recettore (verde), che penetra la membrana cellulare (2) Janus chinasi (JAK) (giallo), che è legato al recettore e (3) trasduttore di segnale e attivatore di trascrizione (STAT) (blu), che porta il segnale nel nucleo e DNA. I punti rossi sono i fosfati. Dopo la citochina si lega al recettore, JAK aggiunge un fosfato di (fosforila) il recettore. Questo attira le proteine STAT, che sono anche fosforilati e si legano tra loro, formando una coppia (dimero). Il dimero sposta nel nucleo, si lega al DNA, e provoca la trascrizione di geni. Gli enzimi che aggiungono gruppi fosfato sono chiamati chinasi proteiche.

Il pacritinib o SB1518 è un inibitore, attivo per via orale, della Janus chinasi (JAK), famiglia di enzimi (JAK1, JAK2, JAK3, TYK2), che agiscono interferendo e modulando i segnali della via enzimatica JAK-STAT. Il farmaco è sperimentato dall'aprile 2012 dalla CTI Biopharma.

## Farmacologia
Le citochine è noto giocano un ruolo chiave nel controllo della crescita cellulare e la risposta immunitaria. Molte citochine funzionano legandosi e attivando recettori delle citochinici di tipo I e di tipo II. Questi recettori a loro volta si basano sulla Janus chinasi (JAK) famiglia di enzimi che trasduce il segnale; ne consegue che i farmaci che inibiscono l'attività delle Janus chinasi bloccano la segnalazione citochinica.
I segnali biochimici indotti dalle vie: JAK-STAT, sono i maggiori modulatori della espressione delle citochine infiammatorie.
Più in particolare, le Janus chinasi fosforilano i recettori delle citochine attivati. Questi recettori fosforilati a sua volta reclutano fattori di trascrizione che modulano la trascrizione del geni: STAT. Ne consegue che questi inibitori hanno applicazione terapeutica nel trattamento di tumori e malattie infiammatorie.

### Farmacodinamica
Il JAK2 è il target del farmaco pacritinib e questo enzima è nelle patologie mieloproliferative geneticamente alterato per una sostituzione di un aminoacido valina con una fenilalanina in posizione 617 del gene JAK (2V617F); questo gene è mutato nel 70% dei pazienti con malattie mieloproliferative.

## Ricerche
Il farmaco è in sperimentazione in fase III è trova impiego in importanti malattie quali: le recidive del linfoma, i mielomi in fase avanzata, la mielofibrosi, nella mielofibrosi idiopatica cronica, nella policitemia vera e mielofibrosi trombocitopenica. Sull'uomo sono state condotte quattro ricerche di fase I e II fino all'aprile 2012.
In una ricerca pubblicata nel febbraio del 2012, è stata valutata la molecola, sull'animale, per il trattamento dell'Artrite Reumatoide.
In data 19 aprile 2012 la Cell Therapeutics, Inc. di Seattle e la S*BIO Pte Ltd di Singapore hanno annunciato la firma di un accordo secondo il quale la Cell Th. acquisirebbe i diritti mondiali su Pacritinib della S*BIO. Questo farmaco fino ad ora è considerato farmaco orfano sia in USA che in Europa.
In data 17 giugno 2013 è stata annunciata la positiva conclusione di studi di Fase I e II, che hanno dimostrano la sicurezza e la tollerabilità nei pazienti affetti da neoplasia mieloide o linfoidi prevalentemente mielofibrosi.
In data 8 febbraio 2016 la società, che intanto aveva cambiato la propria denominazione in CTI Biopharma, ha reso noto di aver ricevuto una comunicazione dalla Food and Drug Administration che imponeva la sospensione parziale della sperimentazione del farmaco a causa degli eccessi di mortalità e dei gravi effetti collaterali.
Nel gennaio del 2017 FDA ha revocato la sospensione della sperimentazione, tutti gli studi possono riprendere regolarmente. Un nuovo processo di fase 3 denominato PAC203 è stato avviato per valutare l'efficacia e la sicurezza del farmaco con la dose 200 mg 2 volte al giorno.

### Riviste
- A. Kontzias, A. Kotlyar; A. Laurence; P. Changelian; JJ. O'Shea, Jakinibs: a new class of kinase inhibitors in cancer and autoimmune disease., in Curr Opin Pharmacol, vol. 12, n. 4, agosto 2012,  pp. 464-70, DOI:10.1016/j.coph.2012.06.008, PMID 22819198.
- E. Derenzini, A. Younes, Targeting the JAK-STAT pathway in lymphoma: a focus on pacritinib., in Expert Opin Investig Drugs, vol. 22, n. 6, giugno 2013,  pp. 775-85, DOI:10.1517/13543784.2013.775244, PMID 23442043.
- CS. Tam, S. Verstovsek, Investigational Janus kinase inhibitors., in Expert Opin Investig Drugs, vol. 22, n. 6, giugno 2013,  pp. 687-99, DOI:10.1517/13543784.2013.774373, PMID 23432430.
- E. Hatzimichael, G. Georgiou; L. Benetatos; E. Briasoulis, Gene mutations and molecularly targeted therapies in acute myeloid leukemia., in Am J Blood Res, vol. 3, n. 1, 2013,  pp. 29-51, PMID 23358589.
- R. Tibes, JM. Bogenberger; KL. Benson; RA. Mesa, Current outlook on molecular pathogenesis and treatment of myeloproliferative neoplasms., in Mol Diagn Ther, vol. 16, n. 5, ottobre 2012,  pp. 269-83, DOI:10.1007/s40291-012-0006-3, PMID 23023734.
- A. Younes, J. Romaguera; M. Fanale; P. McLaughlin; F. Hagemeister; A. Copeland; S. Neelapu; L. Kwak; J. Shah; S. de Castro Faria; S. Hart, Phase I study of a novel oral Janus kinase 2 inhibitor, SB1518, in patients with relapsed lymphoma: evidence of clinical and biologic activity in multiple lymphoma subtypes., in J Clin Oncol, vol. 30, n. 33, novembre 2012,  pp. 4161-7, DOI:10.1200/JCO.2012.42.5223, PMID 22965964.
- A. Mullally, BL. Ebert, Janus reveals another face: the biologic rationale for targeting Janus kinase 2 in lymphoma., in J Clin Oncol, vol. 30, n. 33, novembre 2012,  pp. 4168-70, DOI:10.1200/JCO.2012.44.0347, PMID 22965959.
- V. Novotny-Diermayr, S. Hart; KC. Goh; A. Cheong; LC. Ong; H. Hentze; MK. Pasha; R. Jayaraman; K. Ethirajulu; JM. Wood, The oral HDAC inhibitor pracinostat (SB939) is efficacious and synergistic with the JAK2 inhibitor pacritinib (SB1518) in preclinical models of AML., in Blood Cancer J, vol. 2, n. 5, maggio 2012,  pp. e69, DOI:10.1038/bcj.2012.14, PMID 22829971.
- S. Hart, KC. Goh; V. Novotny-Diermayr; YC. Tan; B. Madan; C. Amalini; LC. Ong; B. Kheng; A. Cheong; J. Zhou; WJ. Chng, Pacritinib (SB1518), a JAK2/FLT3 inhibitor for the treatment of acute myeloid leukemia., in Blood Cancer J, vol. 1, n. 11, novembre 2011,  pp. e44, DOI:10.1038/bcj.2011.43, PMID 22829080.
- A. Poulsen, A. William; S. Blanchard; A. Lee; H. Nagaraj; H. Wang; E. Teo; E. Tan; KC. Goh; B. Dymock, Structure-based design of oxygen-linked macrocyclic kinase inhibitors: discovery of SB1518 and SB1578, potent inhibitors of Janus kinase 2 (JAK2) and Fms-like tyrosine kinase-3 (FLT3)., in J Comput Aided Mol Des, vol. 26, n. 4, aprile 2012,  pp. 437-50, DOI:10.1007/s10822-012-9572-z, PMID 22527961.
- HL. Geyer, R. Tibes; RA. Mesa, JAK2 inhibitors and their impact in myeloproliferative neoplasms., in Hematology, 17 Suppl 1, aprile 2012,  pp. S129-32, DOI:10.1179/102453312X13336169156375, PMID 22507800.
- AD. William, AC. Lee; A. Poulsen; KC. Goh; B. Madan; S. Hart; E. Tan; H. Wang; H. Nagaraj; D. Chen; CP. Lee, Discovery of the macrocycle (9E)-15-(2-(pyrrolidin-1-yl)ethoxy)-7,12,25-trioxa-19,21,24-triaza-tetracyclo[18.3.1.1(2,5).1(14,18)]hexacosa-1(24),2,4,9,14(26),15,17,20,22-nonaene (SB1578), a potent inhibitor of janus kinase 2/fms-like tyrosine kinase-3 (JAK2/FLT3) for the treatment of rheumatoid arthritis., in J Med Chem, vol. 55, n. 6, marzo 2012,  pp. 2623-40, DOI:10.1021/jm201454n, PMID 22339472.
- YJ. Lou, Novel targeted therapy for acute myeloid leukemia with a dual FLT3 and JAK2 inhibitor., in Acta Pharmacol Sin, vol. 33, n. 2, febbraio 2012,  pp. 212-3, DOI:10.1038/aps.2011.206, PMID 22231396.
- S. Hart, KC. Goh; V. Novotny-Diermayr; CY. Hu; H. Hentze; YC. Tan; B. Madan; C. Amalini; YK. Loh; LC. Ong; AD. William, SB1518, a novel macrocyclic pyrimidine-based JAK2 inhibitor for the treatment of myeloid and lymphoid malignancies., in Leukemia, vol. 25, n. 11, novembre 2011,  pp. 1751-9, DOI:10.1038/leu.2011.148, PMID 21691275.
- AD. William, AC. Lee; S. Blanchard; A. Poulsen; EL. Teo; H. Nagaraj; E. Tan; D. Chen; M. Williams; ET. Sun; KC. Goh, Discovery of the macrocycle 11-(2-pyrrolidin-1-yl-ethoxy)-14,19-dioxa-5,7,26-triaza-tetracyclo[19.3.1.1(2,6).1(8,12)]heptacosa-1(25),2(26),3,5,8,10,12(27),16,21,23-decaene (SB1518), a potent Janus kinase 2/fms-like tyrosine kinase-3 (JAK2/FLT3) inhibitor for the treatment of myelofibrosis and lymphoma., in J Med Chem, vol. 54, n. 13, luglio 2011,  pp. 4638-58, DOI:10.1021/jm200326p, PMID 21604762.